# Acontias
Genre
Synonymes
- Acontophiops Sternfeld, 1911
- Microacontias Daniels, Heideman, Hendricks & Crandall, 2006

Acontias est un genre de sauriens de la famille des Scincidae.

## Répartition
Les espèces de ce genre se rencontrent en Afrique australe.

## Description
Ce sont des reptiles terrestres vivant principalement dans des milieux sableux, de taille modeste bien que l'espèce Acontias plumbeus puisse approcher les 40 cm.

## Liste des espèces
Selon The Reptile Database (31 mars 2013) :
- Acontias aurantiacus (Peters, 1854)
- Acontias bicolor (Hewitt, 1929)
- Acontias breviceps Essex, 1925
- Acontias cregoi (Boulenger, 1903)
- Acontias gariepensis (Fitzsimons, 1941)
- Acontias gracilicauda Essex, 1925
- Acontias jappi (Broadley, 1968)
- Acontias kgalagadi Lamb, Biswas & Bauer, 2010
- Acontias lineatus Peters, 1879
- Acontias litoralis Broadley & Greer, 1969
- Acontias meleagris (Linnaeus, 1758)
- Acontias namaquensis Hewitt, 1938
- Acontias occidentalis Fitzsimons, 1941
- Acontias orientalis Hewitt, 1938
- Acontias percivali Loveridge, 1935
- Acontias plumbeus Bianconi, 1849
- Acontias poecilus Bourquin & Lambiris, 1996
- Acontias richardi (Jacobsen, 1987)
- Acontias rieppeli Lamb, Biswas & Bauer, 2010
- Acontias schmitzi Wagner, Broadley & Bauer, 2012
- Acontias tristis Werner, 1911

## Publications originales
- Cuvier, 1817 : Le règne animal distribué d’après son organisation, pour servir de base à l’histoire naturelle des animaux et d’introduction a l’anatomie comparée. Vol. 2. Les reptiles, les poissons, les mollusques et les annélides, Déterville, Paris.
- Daniels, Heideman, Hendricks & Crandall 2006 : Taxonomic subdivisions within the fossorial skink subfamily Acontinae (Squamata: Scincidae) reconsidered: a multilocus perspective. Zoologica Scripta, vol. 35, no 4, p. 353-362.
- Sternfeld, 1911 : Zur Reptilien-Fauna Deutsch-Ostafrikas. Sitzungsberichte der Gesellschaft naturforschender Freunde zu Berlin, vol. 1911, p. 245-251 (texte intégral).